# Charles Debbasch
Charles Debbasch (Tunisi, 22 ottobre 1937 – Parigi, 8 gennaio 2022) è stato un giurista e politico francese.

## Biografia
Debbasch nacque a Tunisi nel 1937. Studiò a Tunisi presso il Liceo Carnot. Si trasferì con la famiglia a Aix-en-Provence, quando la Tunisia dichiarò la sua indipendenza nel 1956. A 24 anni si laureò in Diritto e iniziò a insegnare Diritto Amministrativo e Istituzioni Politiche presso l'Università di Aix-Marseille III, ove restò per quasi cinque anni.
Fu anche professore al Collège d'Europe e in alcune facoltà straniere. Egli è l'autore di opere di Diritto Amministrativo e di Diritto Costituzionale.
Charles Debbasch fu il creatore in Francia della specialità in Diritto dei Media.
Fu uno dei fondatori dell'Università di Aix-Marseille III, di cui fu anche presidente. Debbasch è stato relatore di parecchie tesi importanti, tra le quali quella di Guy Gay-Para dedicata al Diritto del Turismo e ai progetti pilota turistici. Ha pure diretto un laboratorio del CNRS, di cui fu membro del direttorio e del consiglio di amministrazione.
Si sposò due volte ed ebbe cinque figli, tra i quali vi è il rettore dell'Accademia di Lione Roland Debbasch.

## Impegno pubblico
Debbasch ha assunto diversi incarichi pubblici: era nel gabinetto di Edgar Faure come ministro dell'educazione nazionale (Ministre de l'Éducation Nationale) dopo il maggio 1968, ha inoltre fatto parte dell'équipe del Presidente Valery Giscard d'Estaing, come consigliere per l'istruzione e la cultura. È stato il principale sostenitore della creazione del museo Yves Brayer a Les Baux-de-Provence.
È stato vicepresidente di France 3, direttore generale e poi presidente del gruppo "Le Dauphiné libéré". Nelle regioni Rodano-Alpi e Provenza ha creato delle radio che sono state poi integrati nel network di Skyrock e Fun Radio.
È stato candidato alle municipali del 1983: capolista ad Aix-en-Provence, ha ottenuto il 5,77% dei voti.

## Opere principali
- L'administration au pouvoir, fonctionnaires et politiques sous la Ve République, Calmann-Lévy – Questions d'actualité, 1970.
- L'Université désorientée, PUF, 1971.
- La France de Pompidou, PUF, 1974.
- Les Chats de l'Émirat : conte politique, Sainte Victoire, 1976.
- L'État civilisé : contre le pouvoir sauvage, Fayard, 1979.
- L'Élysée dévoilé Albin Michel, 1982.
- La disgrâce du socialisme, Economica, 1985.
- La réussite politique, Éditions Atlas-Economica, 1987.
- La cohabitation froide, Economica, 1988.
- Mémoires du Doyen d'Aix-en-Provence, Jaguar-Assas Librairie, 1996.
- Une âme corse, La Marge, 1996.
- Un amour de Love, La Marge, 2001.
- L'avenir institutionnel de la Corse, La Marge, 2000.
- Contes de nos animaux favoris, La Marge, 2004.
- Chronique d'un désastre judiciaire, le scandale Vasarely, Colonna, 2006.
- La succession d'Eyadema, L'Harmattan, 2006.
- L'entrée en Sarkozie, L'Harmattan, 2008.